# Wasyl Czagowec

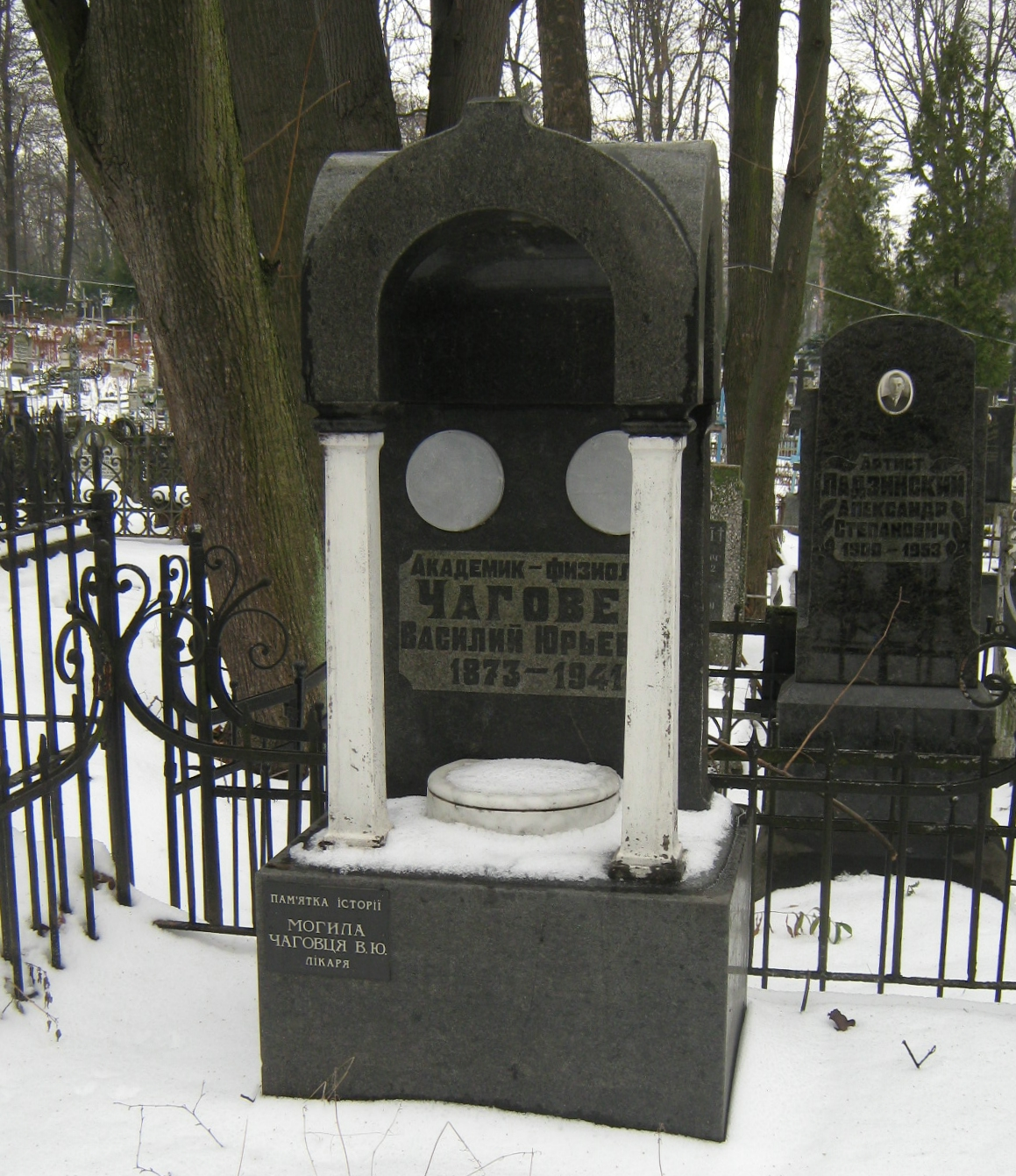
Grób Wasyla Czagowca

Wasyl Jurijowicz Czagowec (ukr. Василь Юрійович Чаговець, ros. Василий Юрьевич Чаговец, ur. 18 kwietnia?/30 kwietnia 1873 w chutorze Patyczys w obwodzie sumskim, zm. 19 maja 1941 w Kijowie) – ukraiński fizjolog, jeden z pionierów elektrofizjologii. Członek Akademii Nauk ZSRR (1939).
Ukończył Cesarską Wojskową Akademię Medyczną w Sankt Petersburgu. Od 1903 do 1909 studiował fizjologię w laboratorium Pawłowa. Od 1910 roku profesor fizjologii na Wydziale Lekarskim Uniwersytetu Kijowskiego.

## Wybrane prace
- Избранные труды в одном томе. АН Украинской ССР, 1957